# Xã Cross Creek, Quận Jefferson, Ohio
Xã Cross Creek (tiếng Anh: Cross Creek Township) là một xã thuộc quận Jefferson, tiểu bang Ohio, Hoa Kỳ. Năm 2010, dân số của xã này là 8.348 người.